# Sidharth Malhotra
Sidharth Malhotra est un acteur indien de Bollywood né le 16 janvier 1985 à Delhi. Il fait ses débuts en 2012 dans Student of the Year, comédie romantique réalisée et produite par Karan Johar.

## Biographie

### Jeunesse
Sidharth Malhotra (oriya: ସିଦ୍ଧାର୍ତା ମଲହାତ୍ର, hindi : सिद्धार्थ मल्होत्रा) est né le 16 janvier 1985 à Delhi, Inde. Son père, Rajeev Malhotra, est médecin, sa mère Leena est principale d'un collège. Alors qu'il est âgé de 8 ans, ses parents quittent Surate pour Bombay. Sidharth Malhotra y étudie au lycée St Xavier, mais il décide de mettre fin à ses études pour se consacrer au mannequinat après s'être fait remarquer dans un café par un agent.

### Carrière
Très vite, Sidharth Malhotra rencontre le succès en tant que mannequin, gagne plusieurs prix, voyage à Dubaï et Paris. Il pose pour les plus grandes marques et apparaît dans de nombreuses campagnes publicitaires comme Cavalli. En parallèle, il tient un rôle secondaire dans la série Dharti Ka Veer Yodha Prithviraj Chauhan diffusée sur la chaîne télévisée indienne Star Plus de 2006 à 2009.
Bollywood le remarque et lui fait faire ses débuts d'acteur dans Student of the Year réalisé par Karan Johar. Sortie en octobre 2012, cette comédie romantique dans laquelle Varun Dhawan et Alia Bhatt font également leurs débuts, remporte un beau succès populaire. Il en est de même pour Ek Villain (Mohit Suri, 2014) qui devient un des films les plus rentables de l'année bien qu'étrillé par la critique qui pointe un mauvais remake de J'ai rencontré le Diable mais salue la qualité de l'interprétation de Sidharth Malhotra et de son partenaire Riteish Deshmukh.

## Filmographie

### Cinéma
| Année | Titre               | Rôle                 | Réalisateur                  | Partenaire(s)                                                   | Commentaires      |  |
| ----- | ------------------- | -------------------- | ---------------------------- | --------------------------------------------------------------- | ----------------- |  |
| 2012  | Student of the Year | Abhimanyu Singh      | Karan Johar                  | Varun Dhawan, Alia Bhatt, Rishi Kapoor                          |                   |  |
| 2014  | Ek Villain          | Guru                 | Mohit Suri                   | Shraddha Kapoor, Riteish Deshmukh, Amrita Puri                  |                   |  |
| 2014  | Hasee Toh Phasee    | Nikhil Bharadwaj     | Vinil Mathew                 | Parineeti Chopra, Adah Sharma                                   |                   |  |
| 2015  | Brothers            | Monty Fernandes      | Karan Malhotra               | Akshay Kumar, Jacqueline Fernandez, Jackie Shroff, Shefali Shah | Remake de Warrior |  |
| 2016  | Kapoor and Sons     | Arjun Kapoor         | Shakun Batra                 | Fawad Khan, Alia Bhatt, Rishi Kapoor                            |                   |  |
| 2016  | Baar Baar Dekho     | Jai Varma            | Nitya Mehra                  | Katrina Kaif                                                    |                   |  |
| 2017  | A Gentleman         | Gaurav/Rishi         | Raj Nidimoru & Krishna DK,   | Jacqueline Fernandez                                            |                   |  |
| 2017  | Ittefaq             | Vikram               | Abhay Chopra                 | Sonakshi Sinha                                                  | Remake            |  |
| 2018  | Aiyaary             | Jai Bakshi           | Neeraj Pandey                | Manoj Bajpayee                                                  |                   |  |
| 2019  | Jabariya Jodi       | Abhay Singh          | Prashant Singh               | Parineeti Chopra                                                |                   |  |
| 2019  | Marjaavaan          | Raghu                | Milap Zaveri                 | Tara Sutaria, Rakul Preet Singh, Riteish Deshmukh               |                   |  |
| 2020  | Challon Ke Nishaan  |                      | Bosco Leslie Martis          | Diana Penty                                                     | Clip vidéo        |  |
| 2021  | Thoda Thoda Pyaar   | Jimmy                | Bosco Leslie Martis          | Neha Sharma                                                     | Clip vidéo        |  |
| 2021  | Shershaah           | Captain Vikram Batra | Vishnu Varadhan, Karan Johar | Kiara Advani                                                    |                   |  |

### Télévision
- 2006-2009 : Dharti Ka Veer Yodha Prithviraj Chauhan